# C/2013 G2 (Макнота)
C/2013 G2 (Макнота) — одна з гіперболічних комет. Відкрита 8 квітня 2013 року Робертом Макнотом. На момент відкриття мала зоряну величину 17,0.